# Selección de hockey sobre patines de Colombia
La Selección de hockey sobre patines de Colombia es el equipo formado por jugadores de nacionalidad colombiana que representa a la Federación Colombiana de Hockey y Patinaje en las competiciones internacionales organizadas por la federación internacional Word Skate (Campeonato del Mundo), y Word Skate America (Campeonato Panamericano).

Su logro más importante fue el título del Campeonato Mundial B en 1988 además de un subcampeonato en 2002 y 3 terceros lugares.

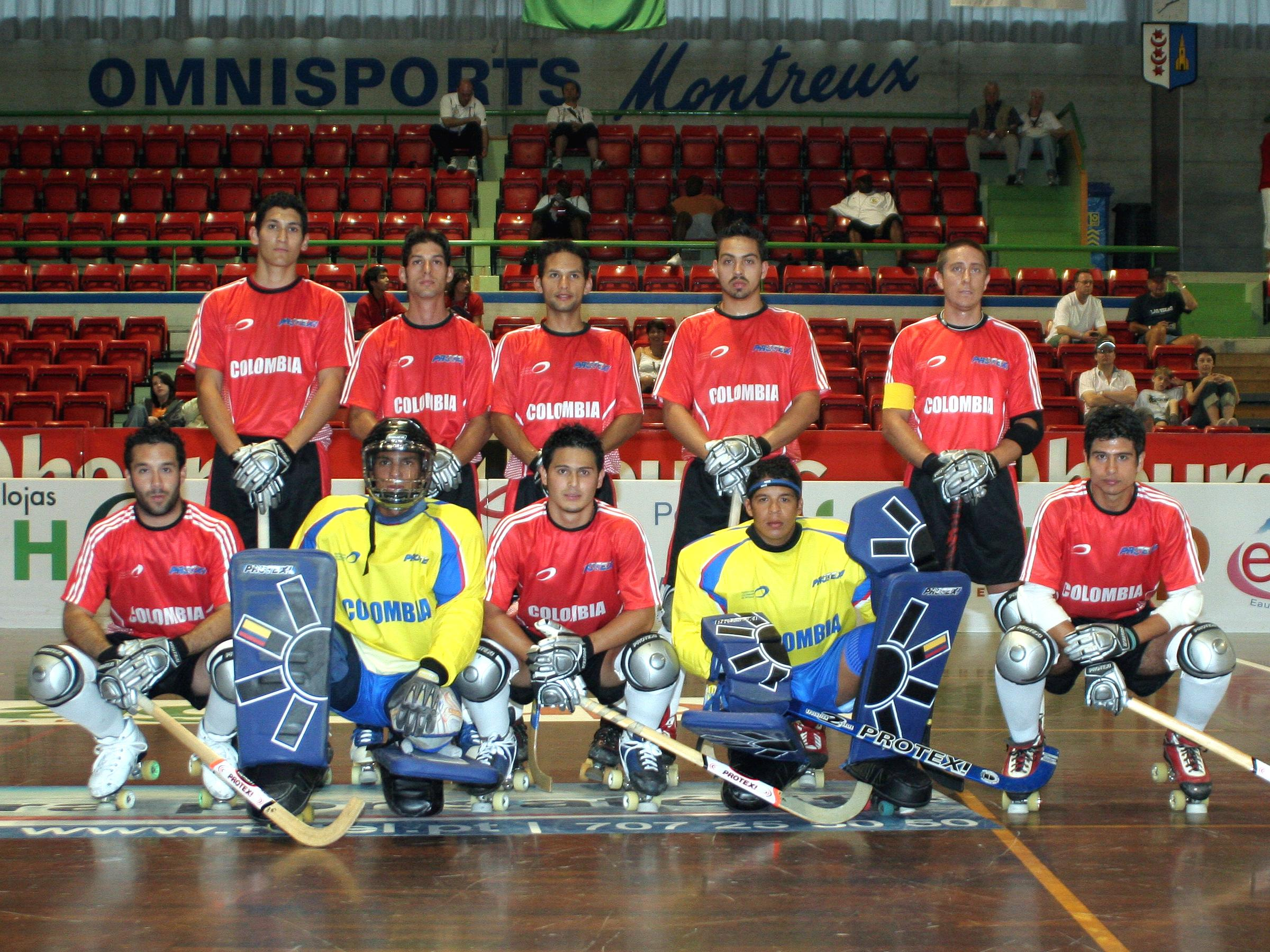
Selección de Colombia en el Mundial de 2007.

## Selección colombiana en 1994
| - Álvaro Lenis - Juan Duque - Cristian Urrego - Diego Quinto - Abel Ampudia - Oscar Mauricio Carvalho |  | - León Quintero - Mario Buitrago - Victor Taborda - Iván Dario Correa - Diego Vélez - Willan Naranjo |  |  |

- Seleccionador: Jairo Palacio Perdomo

## Selección colombiana en 2009
| - Amaury F. Vanegas - Juan M. Nieto - Juan S. Mera - Santiago Rodríguez - Néstor Ramírez |  | - Raúl Raigoza - Gustavo Ramírez - Diego Ochoa - Javier Mora - César J. Gil |  |  |

- Seleccionador: Diego Quinto

## Selección colombiana en 2011
| - Amaury F. Vanegas - David Saldarriaga - Juan S. Mera - Santiago Rodríguez - Roberth Martínez |  | - Raúl Raigoza - Gustavo Ramírez - Diego Ochoa - Fabián Rivas - Nicolás Vásquez |  |  |

- Seleccionador: Diego Quinto

## Participación en mundiales
| Edición                   | Año  | Sede                | Posición   |
| ------------------------- | ---- | ------------------- | ---------- |
| I Mundial "B"             | 1984 | Paris               | 5° Lugar   |
| II Mundial "B"            | 1986 | México D.F.         | 5° Lugar   |
| III Mundial "B"           | 1988 | Bogotá              | Campeón    |
| XXIX Mundial "A"          | 1989 | San Juan            | 12º Puesto |
| IV Mundial "B"            | 1990 | Macao               | 11º Puesto |
| VI Mundial "B"            | 1994 | Santiago            | 4º Puesto  |
| VI Mundial "B"            | 1996 | Veracruz            | 3º Puesto  |
| XXXIII Mundial "A"        | 1997 | Wuppertal           | 12º Puesto |
| IX Mundial "B"            | 2000 | Chatham             | 5º Puesto  |
| X Mundial "B"             | 2002 | Montevideo          | Subcampeón |
| XXXVI Mundial "A"         | 2003 | Oliveira de Azeméis | 15º Puesto |
| XII Mundial "B"           | 2006 | Montevideo          | 3º Puesto  |
| XXXVI Mundial "A"         | 2007 | Montreux            | 14º Puesto |
| XXXIX Mundial "A"         | 2009 | Galicia             | 12º Puesto |
| XL Mundial "A"            | 2011 | San Juan            | 12º Puesto |
| XLI Mundial "A"           | 2013 | Luanda              | 13º Puesto |
| XLII Mundial "A"          | 2015 | La Roche-sur-Yon    | 13º Puesto |
| XLIII Mundial             | 2017 | Nankín              | 6º Puesto  |
| XLIV Mundial              | 2019 | Barcelona           | 8º Puesto  |
| XLV Copa Intercontinental | 2022 | San Juan            | Campeón    |

## Palmarés
- Campeonato Mundial B de hockey sobre patines: 1988, 2022

- Campeonato Panamericano:
  - Medalla de Plata: 2021
  - Medalla de Bronce: 2005, 2011, 2018

- Juegos Panamericanos:
  - Medalla de Bronce: 1995

- Datos: Q5147913